# Isthmian Football League

De locatie van de Isthmian League in Engeland

De Isthmian Football League is een Engelse regionale voetbalcompetitie voor clubs uit Londen, East of England en South East England.
Het werd in 1905 opgericht door amateurclubs in de omgeving van Londen. De competitie bestaat sinds 2018 uit 88 teams in vier divisies; de Premier Division (niveau 7) en drie feederdivisies, Division One North, Division One South Central en Division One South East (alle drie niveau 8).
Alle teams uit de Isthmian League nemen tevens deel aan de Alan Turvey Trophy, voorheen de Isthmian League Cup, een bekertoernooi dat sinds 1975 wordt gehouden.

## Geschiedenis
De League werd in 1905 opgericht en bestond uit amateurclubs. De naam verwees naar de Isthmische Spelen in het Oude Griekenland, niet ongewoon voor een tijd waarin het voetbal zich graag vergeleek met de oude klassieke sporten. De kampioen kreeg geen trofee, want men vond dat de eer als kampioen volstond als trofee. Clubs met financiële moeilijkheden kozen eerder voor deze League dan de Southern League.
Toch vestigde de League zich als een zeer sterke en leverde vaak de winnaar van de FA Amateur Cup. De League wordt toch als minder beschouwd dan de Southern League en de Northern Premier League die semiprofessioneel zijn.
In de jaren zeventig werd er professionalisme toegelaten maar in 1979 weigerde de League deel uit te maken van de Alliance Premier League. Twee clubs (Enfield FC en Dagenham FC) schakelden om in 1981 maar het duurde tot 1985 vooraleer de kampioen rechtstreeks promoveerde naar de Alliance die nu Football Conference heette.
Dit betekende dat geen enkele club zijn titel kon verlengen zoals in het verleden wel al 22 keer was gebeurd. Canvey Island FC werd wel drie keer op rij vicekampioen van 2001 tot 2003, won de FA Trophy haalde de derde ronde van de FA Cup en won in 2004 eindelijk de titel.

## League uitbreiding
De League is over de jaren heen sterk uitgebreid. In het eerste seizoen speelden er 6 clubs, in 1921/22 speelden er al 14. De volgende 5 decennia kwamen er slechts enkele nieuwe leden bij, voornamelijk om plaatsen op te vullen voor clubs die de League verlieten. In 1973 werd er een 2de klasse (Second Division) opgericht met 16 clubs, en in 1977 kwam er nog een 3de klasse bij. De namen werden veranderd in Premier Division, First Division en Second Division.
De meeste nieuwe leden kwamen van de Athenian League die ook uit amateurclubs bestond. Nadat deze League werd opgeheven in 1984 werd de Second Division opgesplitst in North- en South-reeksen. Na herstructureringen in 1991 kwamen deze samen en werd met de onderste tabelhelft de Third Division opgericht.
In 2002 werd de League opnieuw gereorganiseerd. De First en Second Division fuseerden en werden Division One North en Division One South. De Third Division werd nu Division Two. Drie Leagues onder de Isthmian League, Combined Counties League, Essex Senior League en Spartan South Midlands League stonden nu gelijk aan de Second Division en konden rechtstreeks promoveren naar de First Division.
In 2004 heeft The Football Association een ingrijpende herstructurering doorgevoerd van het gehele nationale non-league National League-systeem, waarbij nieuwe regionale afdelingen van de Football Conference werden gecreëerd die op het hoogste, nationale niveau werden ingevoerd. Als gevolg van deze herstructurering werd de Isthmian League teruggebracht tot drie divisies, en de grenzen werden gewijzigd om de geografische overlap met de Southern League te verkleinen.
In 2006 zorgde verdere reorganisatie voor een terugkeer naar twee regionale Division Ones en de ontbinding van Division Two. Dit plan gaf clubs aan de randen van het grondgebied van de Isthmian League op om, indien nodig, over te stappen van en naar de Southern League om het aantal clubs in de competities te behouden. Eén team, Clapton, dat sinds de oprichting altijd aanwezig was in de Isthmian League, werd voor het seizoen 2006-07 verplaatst naar de Essex Senior League. Dulwich Hamlet, die in 1907 lid was geworden van de competitie, werd het langst zittende lid tot hun promotie naar de National League South voor het seizoen 2018-19.

## Huidige structuur
In mei 2017 koos The Football Association voor de Isthmian League om een derde regionale divisie toe te voegen aan niveau 8 als onderdeel van de verdere herstructurering van het National League-systeem, waardoor alle divisies bij stap 4 werden teruggebracht tot 20 teams. De nieuwe divisie begon te spelen in het seizoen 2018-19.

## Clubs in het seizoen 2025/26
In het seizoen 2025/26 maken de volgende clubs deel uit van de Isthmian League:

### Premier Division
| Club                    | Stadion                    | Resultaat vorig seizoen                                               |
| ----------------------- | -------------------------- | --------------------------------------------------------------------- |
| Aveley                  | Parkside                   | 24e plaats (gedegradeerd uit National League South)                   |
| Billericay Town         | New Lodge                  | 2e plaats                                                             |
| Brentwood Town          | Brentwood Centre Arena     | 1e plaats (gepromoveerd uit Isthmian League Division One North)       |
| Burgess Hill Town       | Leylands Park              | 3e plaats (winnaar play-offs Isthmian League Division One South East) |
| Canvey Island           | Park Lane                  | 17e plaats                                                            |
| Carshalton Athletic     | War Memorial Sports Ground | 7e plaats                                                             |
| Chatham Town            | The Bauvill Stadium        | 9e plaats                                                             |
| Cheshunt                | Theobalds Lane             | 15e plaats                                                            |
| Chichester City         | Oaklands Park              | 6e plaats                                                             |
| Cray Valley Paper Mills | Badgers Sports Ground      | 4e plaats                                                             |
| Cray Wanderers          | Flamingo Park              | 10e plaats                                                            |
| Dartford                | Princes Park               | 3e plaats                                                             |
| Dulwich Hamlet          | Champion Hill              | 18e plaats                                                            |
| Folkestone Invicta      | Cheriton Road              | 12e plaats                                                            |
| Hashtag United          | Parkside                   | 8e plaats                                                             |
| Lewes                   | The Dripping Pan           | 13e plaats                                                            |
| Potters Bar Town        | The Lantern Stadium        | 14e plaats                                                            |
| Ramsgate                | Southwood Stadium          | 1e plaats (winnaar Isthmian League Division One South East)           |
| St Albans City          | Clarence Park              | 21e plaats (gedegradeerd uit National League South)                   |
| Welling United          | Park View Road             | 22e plaats (gedegradeerd uit National League South)                   |
| Whitehawk               | McLaren Enclosed Ground    | 16e plaats                                                            |
| Wingate & Finchley      | The Maurice Rebak Stadium  | 11e plaats                                                            |

### Division One
| Division One North - Bowers & Pitsea - Branthan Athletic - Brightlingsea Regent - Cambridge City - Concord Rangers - Downham Town - Felixstowe & Walton United - Gorleston - Grays Athletic - Heybridge Swifts - Lowestoft Town - Maldon & Tiptree - Mildenhall Town - Newmarket Town - Redbridge - Stanway Rovers - Takeley - Tilbury - Waltham Abbey - Walthamstow - Witham Town - Wroxham |  | Division One South Central - AFC Portchester - Ascot United - Bedfont Sports - Binfield - Bognor Regis Town - Egham Town - Fareham Town - Hanworth Villa - Harrow Borough - Hartley Wintney - Hayes & Yeading United - Hendon - Horndean - Kingstonian - Leatherhead - Littlehampton Town - Metropolitan Police - Moneyfields - Raynes Park Vale - South Park - Southall - Westfield (Surrey) |  | Division One South East - AFC Croydon Athletic - AFC Whyteleafe - Ashford United - Beckenham Town - Broadbridge Heath - Crowborough Athletic - Deal Town - East Grinstead Town - Eastbourne Town - Erith Town - Faversham Town - Hassocks - Hastings United - Herne Bay - Jersey Bulls - Margate - Merstham - Sevenoaks Town - Sheppey United - Sittingbourne - Three Bridges - VCD Athletic |  |  |

## Kampioenen
(Clubs met een * bestaan niet meer.)
- 1905/06 London Caledonians*
- 1906/07 Ilford*
- 1907/08 London Caledonians*
- 1908/09 Bromley
- 1909/10 Bromley
- 1910/11 Clapton
- 1911/12 London Caledonians*
- 1912/13 London Caledonians*
- 1913/14 London Caledonians*
- 1914/19 geen competitie
- 1919/20 Dulwich Hamlet
- 1920/21 Ilford
- 1921/22 Ilford
- 1922/23 Clapton
- 1923/24 St. Albans City
- 1924/25 London Caledonians*
- 1925/26 Dulwich Hamlet
- 1926/27 St. Albans City
- 1927/28 St. Albans City
- 1928/29 Nunhead*
- 1929/30 Nunhead*
- 1930/31 Wimbledon*
- 1931/32 Wimbledon*
- 1932/33 Dulwich Hamlet
- 1933/34 Kingstonian
- 1934/35 Wimbledon*
- 1935/36 Wimbledon*
- 1936/37 Kingstonian
- 1937/38 Leytonstone*
- 1938/39 Leytonstone*
- 1939/45 geen competitie
- 1945/46 Walthamstow Avenue*
- 1946/47 Leytonstone*
- 1947/48 Leytonstone*
- 1948/49 Dulwich Hamlet
- 1949/50 Leytonstone*
- 1950/51 Leytonstone*
- 1951/52 Leytonstone*
- 1952/53 Walthamstow Avenue*
- 1953/54 Bromley
- 1954/55 Walthamstow Avenue*
- 1955/56 Wycombe Wanderers
- 1956/57 Wycombe Wanderers
- 1957/58 Tooting & Mitcham United
- 1958/59 Wimbledon*
- 1959/60 Tooting & Mitcham United
- 1960/61 Bromley
- 1961/62 Wimbledon*
- 1962/63 Wimbledon*
- 1963/64 Wimbledon*
- 1964/65 Hendon
- 1965/66 Leytonstone*
- 1966/67 Sutton United
- 1967/68 Enfield
- 1968/69 Enfield
- 1969/70 Enfield
- 1970/71 Wycombe Wanderers
- 1971/72 Wycombe Wanderers
- 1972/1973 Hendon

Met ingang van het het seizoen 1973/74 werd Division Two toegevoegd.
| Seizoen | Division One      | Division Two |
| ------- | ----------------- | ------------ |
| 1973/74 | Wycombe Wanderers | Dagenham*    |
| 1974/75 | Wycombe Wanderers | Staines Town |
| 1975/76 | Enfield           | Tilbury      |
| 1976/77 | Enfield           | Boreham Wood |

Met ingang van het het seizoen 1977/78 werd Division One hernoemd in Premier Division, Division Two hernoemd in Division One en een nieuwe Division Two toegevoegd.
| Seizoen | Premier Division      | Division One        | Division Two     |
| ------- | --------------------- | ------------------- | ---------------- |
| 1977/78 | Enfield               | Dulwich Hamlet      | Epsom & Ewell    |
| 1978/79 | Barking               | Harrow Borough      | Farnborough Town |
| 1979/80 | Enfield               | Leytonstone/Ilford* | Billericay Town  |
| 1980/81 | Slough Town           | Bishop's Stortford  | Feltham          |
| 1981/82 | Leytonstone & Ilford* | Wokingham Town      | Worthing         |
| 1982/83 | Wycombe Wanderers     | Worthing            | Clapton          |
| 1983/84 | Harrow Borough        | Windsor & Eton      | Basildon United  |

Met ingang van het het seizoen 1984/85 werd Division Two gesplitst in Division Two North en Division Two South.
| Seizoen   | Premier Division    | Division One        | Division Two North | Division Two South |
| --------- | ------------------- | ------------------- | ------------------ | ------------------ |
| 1984/1985 | Sutton United       | Farnborough Town    | Leyton Wingate     | Grays Athletic     |
| 1985/1986 | Sutton United       | St. Albans City     | Stevenage Borough  | Southwick          |
| 1986/1987 | Wycombe Wanderers   | Leytonstone/Ilford* | Chesham United     | Woking             |
| 1987/1988 | Yeovil Town         | Marlow              | Wivenhoe Town      | Chalfont St Peter  |
| 1988/1989 | Leytonstone/Ilford* | Staines Town        | Harlow Town        | Dorking            |
| 1989/1990 | Slough Town         | Wivenhoe Town       | Heybridge Swifts   | Yeading*           |
| 1990/91   | Redbridge Forest*   | Chesham United      | Stevenage Borough  | Abingdon Town      |

Met ingang van het het seizoen 1991/92 werden de twee Divisions Two samengevoegd en Division Three toegevoegd.
| Seizoen   | Premier Division       | Division One       | Division Two             | Division Three       |
| --------- | ---------------------- | ------------------ | ------------------------ | -------------------- |
| 1991/92   | Woking                 | Stevenage Borough  | Purfleet                 | Edgware Town         |
| 1992/93   | Chesham United         | Hitchin Town       | Worthing                 | Aldershot Town       |
| 1993/94   | Stevenage Borough      | Bishop's Stortford | Newbury Town             | Bracknell Town       |
| 1994/95   | Enfield1               | Boreham Wood       | Thame United             | Collier Row          |
| 1995/96   | Hayes*                 | Oxford City        | Canvey Island            | Horsham              |
| 1996/97   | Yeovil Town            | Chesham United     | Collier Row & Romford    | Wealdstone           |
| 1997/98   | Kingstonian            | Aldershot Town     | Canvey Island            | Hemel Hempstead Town |
| 1998/99   | Sutton United          | Canvey Island      | Bedford Town             | Ford United          |
| 1999/2000 | Dagenham & Redbridge   | Croydon            | Hemel Hempstead Town     | East Thurrock United |
| 2000/01   | Farnborough Town       | Boreham Wood       | Tooting & Mitcham United | Arlesey Town         |
| 2001/02   | Gravesend & Northfleet | Ford United        | Lewes                    | Croydon Athletic     |

Met ingang van het het seizoen 2002/03 werd Division One gesplitst in Division One North en Division One South en werd Division Three opgeheven.
| Seizoen | Premier Division | Division One North | Division One South  | Division Two  |
| ------- | ---------------- | ------------------ | ------------------- | ------------- |
| 2002/03 | Aldershot Town   | Northwood          | Carshalton Athletic | Cheshunt      |
| 2003/04 | Canvey Island    | Yeading*           | Lewes               | Leighton Town |

Met ingang van het het seizoen 2004/05 werden de twee Divisions One samengevoegd.
| Seizoen | Premier Division | Division One | Division Two |
| ------- | ---------------- | ------------ | ------------ |
| 2004/05 | Yeading*         | Wimbledon    | Ilford       |
| 2005/06 | Braintree Town   | Ramsgate     | Ware         |

Met ingang van het het seizoen 2002/03 werd Division One gesplitst in Division One North en Division One South en werd Division Two opgeheven.
| Seizoen | Premier Division           | Division One North   | Division One South       |
| ------- | -------------------------- | -------------------- | ------------------------ |
| 2006/07 | Hampton & Richmond Borough | Hornchurch           | Maidstone United         |
| 2007/08 | Chelmsford City            | Dartford             | Dover Athletic           |
| 2008/09 | Dover Athletic             | Aveley               | Kingstonian              |
| 2009/10 | Dartford                   | Lowestoft Town       | Croydon Athletic         |
| 2010/11 | Sutton United              | East Thurrock United | Metropolitan Police      |
| 2011/12 | Billericay Town            | Leiston              | Whitehawk                |
| 2012/13 | Whitehawk                  | Grays Athletic       | Dulwich Hamlet           |
| 2013/14 | Wealdstone                 | VCD Athletic         | Peacehaven & Telscombe   |
| 2014/15 | Maidstone United           | Needham Market       | Burgess Hill Town        |
| 2015/16 | Hampton & Richmond Borough | Sudbury              | Folkestone Invicta       |
| 2016/17 | Havant & Waterlooville     | Brightlingsea Regent | Tooting & Mitcham United |
| 2017/18 | Billericay Town            | Hornchurch           | Carshalton Athletic      |

Met ingang van het het seizoen 2018/19 werd South Division gesplitst in Division One South Central en Division One South East.
| Seizoen  | Premier Division   | Division One North | Division One South Central | Division One South East |
| -------- | ------------------ | ------------------ | -------------------------- | ----------------------- |
| 2018/19  | Dorking Wanderers  | Bowers & Pitsea    | Hayes & Yeading United     | Cray Wanderers          |
| 2019/202 | Worthing           | Maldon & Tiptree   | Ware                       | Hastings United         |
| 2020/213 | Worthing           | Tilbury            | Waltham Abbey              | Hastings United         |
| 2021/22  | Worthing           | Aveley             | Bracknell Town             | Hastings United         |
| 2022/23  | Bishop's Stortford | Hashtag United     | Basingstoke Town           | Chatham Town            |
| 2023/24  | Hornchuch          | Lowestoft Town     | Chertsey Town              | Cray Valley Paper Mills |
| 2024/25  | Horsham            | Brentwood Town     | Farnham Town               | Ramsgate                |